# Уленж (гміна)
Гміна Уленж (пол. Gmina Ułęż) — сільська гміна у східній Польщі. Належить до Рицького повіту Люблінського воєводства.
Станом на 31 грудня 2011 у гміні проживало 3360 осіб.

## Площа
Згідно з даними за 2007 рік площа гміни становила 83.56 км², у тому числі:
- орні землі: 57.00%
- ліси: 23.00%

Таким чином, площа гміни становить 13.58% площі повіту.

## Населення
Станом на 31 грудня 2011:
| Опис     | Загалом | Загалом | Чоловіки | Чоловіки | Жінки | Жінки |
| -------- | ------- | ------- | -------- | -------- | ----- | ----- |
| одиниця  | осіб    | %       | осіб     | %        | осіб  | %     |
| все      | 3360    | 100     | 1684     | 50.12    | 1676  | 49.88 |
| міське   | 0       | 100     | 0        |          | 0     |       |
| сільське | 3360    | 100     | 1684     | 50.12    | 1676  | 49.88 |

## Сусідні гміни
Гміна Уленж межує з такими гмінами: Адамів, Баранів, Єзьожани, Жижин, Новодвур, Рики.